# Saint Patrick River
Saint Patrick River är ett vattendrag i Grenada.   Det ligger i parishen Saint Patrick, i den norra delen av landet, 22 km nordost om huvudstaden Saint George's. Saint Patrick River ligger på ön Grenada.